# Fausta separata
Fausta separata là một loài ruồi trong họ Tachinidae.